# 芸能人パチンコバトル P・リーグリターンズ
『芸能人パチンコバトル P・リーグリターンズ』（げいのうじんパチンコバトル ピーリーグリターンズ）は、テレビ愛知ほかで放送されたパチンコ番組。製作局のテレビ愛知では2008年1月8日から同年3月25日まで放送。

## 概要
グラビアアイドル12人が武藤敬司が主催する「アイドルの卵トーナメント」の出場選手という設定の下、パチンコホールを舞台にバトルを繰り広げた番組である。対戦者は毎回12人の中から2人が選出。制限時間は120分で、その間に玉を多く出した選手が勝者になるというルールで行われた。台移動は自由。勝者にはグラビア撮影の権利が与えられ、敗者にはビキニ姿にさせられた上で罰ゲームが与えられた。また、番組の放送途中でも大当たりを引く度にその選手の水着姿の映像が挿入された。
この番組は、過去にテレビ愛知が放送していた『芸能人パチンコバトル P・リーグ』の続編主旨のタイトルを冠しており、制作スタッフもかつて同番組の制作を担当したメンバーと同一である。ただし、出演者は完全に入れ替わっており、『P・リーグ』時代に解説を担当していた西川のりおもこの番組には登場しなかった。

## 出演者

### パチンコバトルプロモーター
- 武藤敬司

### パチンコバトル出場者
- 蒼井さや
- 江藤愛里
- 石本なみ
- 田辺マリヤ
- 白城華奈
- 本山実奈子
- 加藤亜衣
- 杉本一恵
- 天野樹里
- 小林真奈美
- 金城真央
- 木村優香

### ナレーター
- 山葉マリ

## 放送局
| 放送対象地域 | 放送局               | 系列           | 放送日時           | 備考   |
| ------------ | -------------------- | -------------- | ------------------ | ------ |
| 愛知県       | テレビ愛知           | テレビ東京系列 | 火曜 24:58 - 25:28 | 製作局 |
| 秋田県       | 秋田テレビ           | フジテレビ系列 | 火曜 24:50 - 25:20 |        |
| 滋賀県       | びわ湖放送           | 独立UHF局      | 火曜 25:50 - 26:20 |        |
| 長崎県       | 長崎国際テレビ       | 日本テレビ系列 | 火曜 25:59 - 26:29 |        |
| 日本全国     | パチンコ★パチスロTV! | CSチャンネル   | リピート放送       |        |

| テレビ愛知 火曜24:58枠       | テレビ愛知 火曜24:58枠                                             | テレビ愛知 火曜24:58枠                      |
| 前番組                       | 番組名                                                             | 次番組                                      |
| ---------------------------- | ------------------------------------------------------------------ | ------------------------------------------- |
| 電撃!P-CAT （24:58 - 25:28） | 芸能人パチンコバトル P・リーグリターンズ （2008年1月 - 2008年3月） | アイドルの巣 ジャンバリ荘 （24:58 - 25:28） |